# أوبريتس

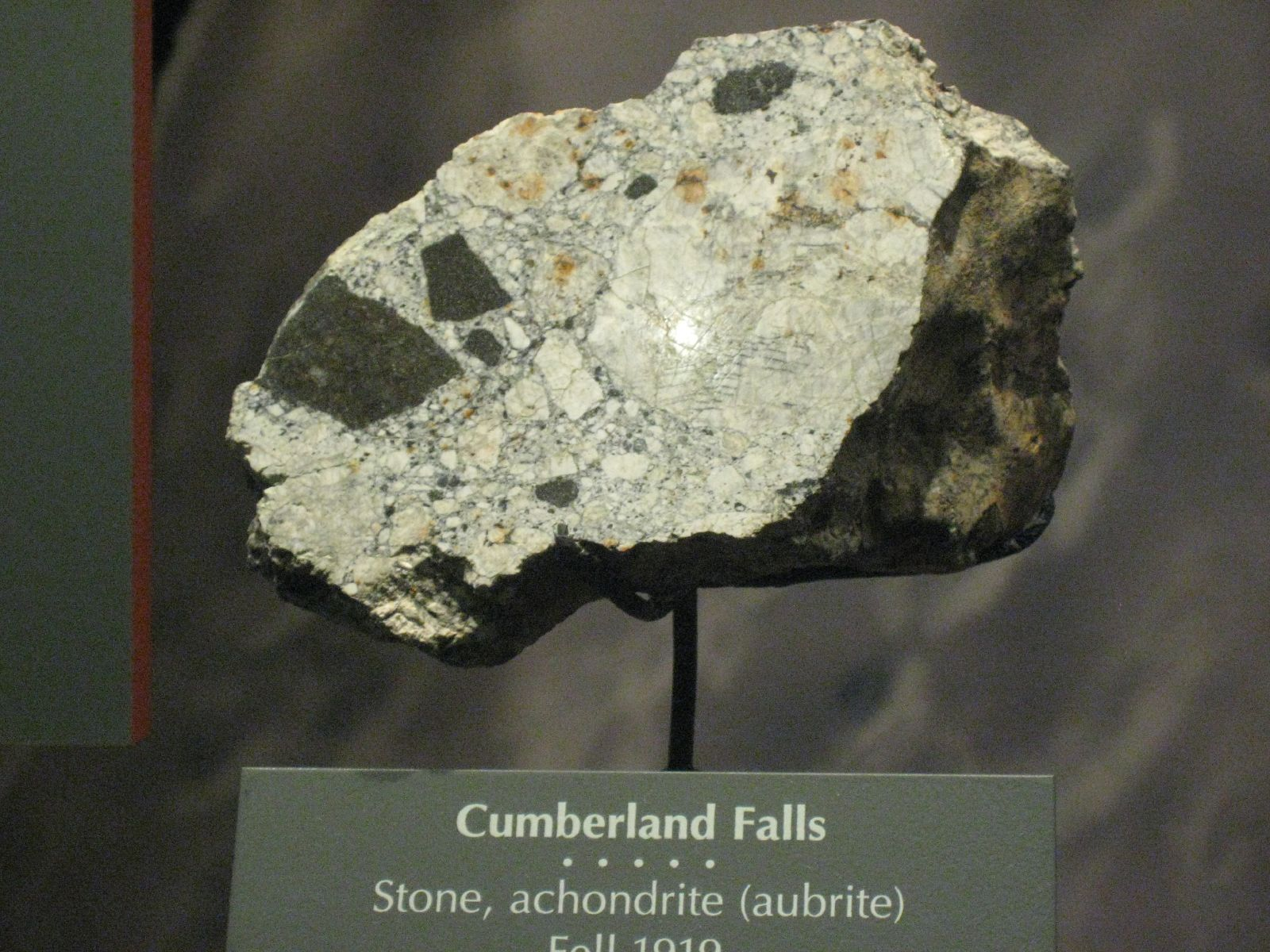
نيزك أوبريتس سقط عام 1919.في مقاطعة ويتلي، كنتاكي

أوبريتس أو مجموعة نيازك أوبريتس هي مجموعة نيازك سقطت بالقرب من نيونس، فرنسا، في عام 1836. سميت نسبة لبلدية أوبريس وهي بلدية تقع في إقليم دروم في جنوب شرق فرنسا.
وتتكون نيازك أوبريتس أساسا من إنستاتيت و البيروكسين ، وغالبا ما تسمى أكوندريتس إنستاتيت.
إن أصل نيازك أوبريتس الناري يفصلها عن نيازك أكوندريتس إنستاتيت البدائية وهذا يعني أنها نشأت في كويكب. وعادة ما تكون نيازك أوبريتس ذات ألوان فاتحة، وذات قشرة اإنصهارية ضاربة إلى السمرة.
ويعتقد علماء الفلك أنة قد تكون هناك صلة أو اصل مشترك بين الكويكب 434 هنغاريا والكويكب 3103 إيغر ومجموعة نيازك أوبريتس.

## روابط خارجية
- http://www.daviddarling.info/encyclopedia/A/aubrite.html
- http://www.lpi.usra.edu/meetings/lpsc2004/pdf/1812.pdf
- http://www.uni-muenster.de/imperia/md/content/planetologie/pdf/bischoff/mess_ii_endversion.pdf